# 이무깃돌

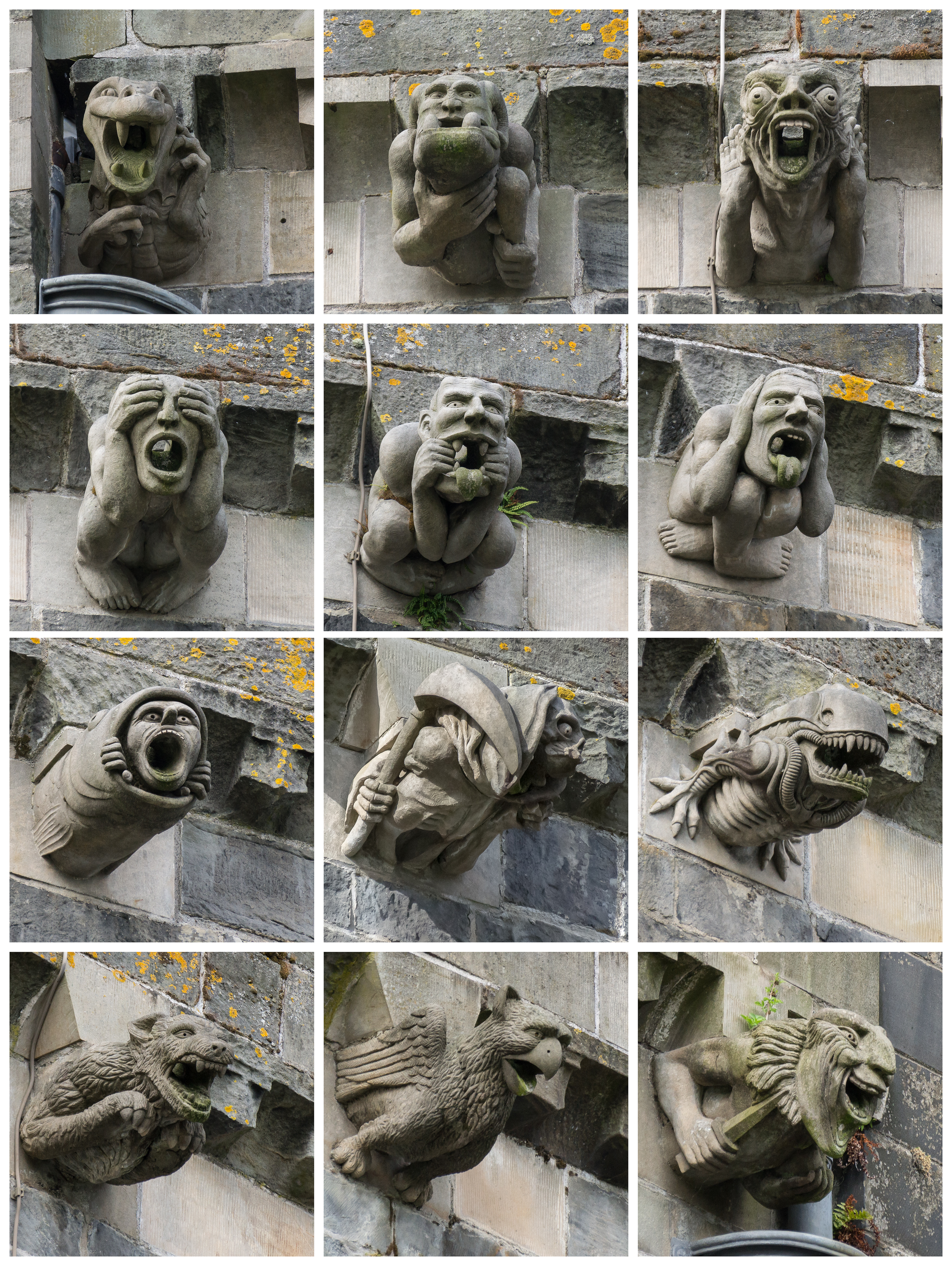
이무깃돌

이무깃돌(gargoyle 가고일[*])은 석재나 금속을 사용해 사자·용·박쥐 따위의 위협적인 짐승 모습으로 만든 그로테스크의 하나이다. 조적조 건물에서 지붕에 떨어진 빗물을 받아 벽면으로 배출함으로써 빗물 때문에 지붕이 붕괴하는 등의 수해를 막고 모르타르가 침식되는 것을 막기 위해 만들어졌다. 주로 등에 홈이 패여 있어 빗물을 받아내고 입구멍을 통해 흘려서 배출한다.